# Anhima cornuta
Il kamichi cornuto o palamedea cornuta (Anhima cornuta (Linnaeus, 1766)) è un uccello anseriforme appartenente alla famiglia Anhimidae, diffuso nelle zone tropicali umide del Sudamerica. Rappresenta l'unica specie del genere Anhima Brisson, 1760.

## Nome
Il nome del genere, Anhima, deriva dal nome tupi di questo animale, ayɨ́ma.

## Distribuzione e habitat
Il kamichi cornuto ha un ampio areale che comprende la Colombia, il Venezuela, la Guyana, il Suriname, la Guyana francese, l'Ecuador, il Perù, il Brasile, la Bolivia e il Paraguay; è ormai estinto a Trinidad e Tobago.

## Descrizione
La palamedea è un uccello palustre lungo circa 80 cm sulla cui testa si innalza un lungo e sottile corno ricadente in avanti. Frequenta le paludi e le lagune spostandosi agevolmente sulle erbe acquatiche grazie al sostegno di lunghe dita.
Nella stagione degli amori vive in coppia, negli altri periodi dell'anno si muovono in piccoli gruppi formati da 4/6 individui.

## Alimentazione
Ha un regime alimentare vegetariano. 

## Riproduzione
La femmina depone da 2 a 6 uova, nidificando a terra, in vicinanza a specchi d'acqua. Alla cova si dedicano entrambi i genitori.